# آن دونيلي
آن دونيلي (بالإنجليزية: Ann Donnelly)‏ هي محامية وقاضية أمريكية، ولدت في 1959 في رويال أوك في الولايات المتحدة.